# ココネ
ココネ株式会社（英：cocone corp.）は、東京都世田谷区に本社を置くデジタルコンテンツ制作を主業務とする日本の企業。
スマートフォン向けのキャラクター着せかえアプリ『ポケコロ』や、『リヴリーアイランド』等のアバターのきせかえとソーシャルネットワークをベースとしたサービスを提供している。 
2023年5月に持株会社体制へ移行しcocone ONE株式会社へ商号変更、現在のココネ株式会社は旧ココネの事業を承継した2代目法人となる。

## 沿革
2008年
- 9月 - 千良鉉（千龍ノ介）によって創業

2010年
- 5月 - 韓国における日本語学習サービスの開発を主要業務とする、韓国法人を設立
- 12月 - 英語学習サイト『ココネ』正式サービス開始

2011年
- 1月 - 韓国にて日本語学習サイト『ココネ』正式サービス開始
- 4月 - iPhone向け英語リスニングアプリ『聞き取り王国』リリース
- 6月 - iPhone Android向け英語文法学習アプリ『韓国語組み立てTOWN』リリース
- 9月 - iPhone 向けアバターサービス『ポケットコロニー（現：ポケコロ ）』リリース

2012年
- 5月 -『ポケットコロニー』Android版リリース、パズルRPG『LINEツアーズ』リリース
- 9月 - 『ポケットコロニー』AppStoreトップセールス8位

2013年
- 8月 - スタンプトーク『CONNECT』リリース
- 9月 - 海外向けアバターサービス『Mini Me』リリース
- 12月 - 消えるトークアプリ『TonTon』リリース、対戦パズルゲーム『アクマッチ』リリース

2015年
- 6月 - 海外向けアバターサービス『Pokemini』（ベトナム語・韓国語版）リリース
- 10月 - 東京オフィスを恵比寿に移転
- 12月 仙台デザインLAB開設

2016年
- 5月 - 『スラッシュ』『アクマッチ』サービス終了
- 7月 - Cocone Education株式会社 設立
- 9月 - ディズニー初のアバターアプリ『ディズニー マイリトルドール』リリース
- 11月 - ショッピングアプリ『SUCRESIA』リリース

2017年
- 4月 - 幼児園『International Montessori Mirai Kindergarten』開園
- 8月 - サンリオキャラクターのアバターアプリ 』ハロースイートデイズ -Hello Sweet Days-』 リリース
- 10月 - 着せ替えバトルゲーム『センシル』リリース
- 2月 - マッチ3パズルアドベンチャーゲーム『猫のニャッホ』iOS版リリース

2018年
- 1月 - 『猫のニャッホ』Android版リリース

2019年
- 8月 - NHN JAPAN株式会社よりNHNハンゲーム株式会社の全株式を取得し同社を完全子会社化。商号を「cocone fukuoka」へ変更
- 10月 - ゲームポータルサービス『ハンゲーム』を「ハンゲ（hange）」へ改称
- 12月 - 自社アプリでクリエイターとして活動できるサービス『coconets（ココネッツ）』リリース、音声LIVE配信アプリ『＃私を布教して』iOS版リリース

2020年
- 1月 - 冨田洋輔が代表取締役社長に就任

2021年
- 4月 - cocone connect株式会社 設立
- 7月 - 『リヴリーアイランド』リリース

2022年
- 3月 - 『ポケコロ ユートピア』リリース
- 5月 - cocone fukuoka株式会社をcocone v株式会社へ商号変更

2023年
- 5月 - 持株会社体制への移行（ホールディングス化）に伴い商号を「cocone ONE株式会社」へ変更、新設会社の「ココネ株式会社（2代目）」へ事業承継
- 10月 - cocone connect株式会社を吸収合併
- 11月 - 厚生労働省・スポーツ庁主催「健康寿命をのばそう！アワード」

## 主なサービス
- ポケコロ
- ポケコロツイン
- ポケピア
- リヴリーアイランド
- ディズニー マイリトルドール
- ハロースイートデイズ
- センシル
- 猫のニャッホ 〜ニャ・ミゼラブル〜

## 主なグループ会社
- Cocone Education株式会社（International Montessori Mirai Kindergartenを運営）
- cocone v株式会社（福岡：『hange』等を運営）
- Cocone M（ソウル）

## 受賞歴
2014年
- Google Play ベストオブ2014『ポケコロ』「2014年ベストアプリ」選出

2017年
- Google Play ベストオブ2017『ディズニーマイリトルドール』「ソーシャル部門」入賞

2018年
- Google Play ベストオブ2018『猫のニャッホ』ゲームカテゴリ「キュート＆カジュアル部門」大賞
- App Ape Award 2018『猫のニャッホ』「Game of the year 2018」 優秀賞

2019年
- Great Place to work　日本における働きがいのある会社　中規模部門　第27位

2021年
- Appannie集計ランキング　「ココネ株式会社」消費支出 第6位 /ブレイクしたアプリパブリッシャー　「ココネ株式会社」　第9位
- 『ポケコロツイン』Google Play ベストオブ　2020ユーザー投票部門　優秀賞

2023年
- 厚生労働省・スポーツ庁主催「健康寿命をのばそう！アワード」スポーツ庁長官優秀賞受賞